# Valkyria Chronicles
Valkyria Chronicles también conocido en Japón como Battlefield Valkyria: Gallian Chronicles (戦場のヴァルキュリア -Gallian Chronicles- ,Senjō no Varukyuria -Gallian Chronicles-), es un videojuego J-RPG táctico (SRPG) desarrollado y publicado por Sega en exclusiva para PS3. El juego fue lanzado en Japón el 24 de abril del 2008, y las correspondientes versiones europea y norteamericana fueron lanzadas en 31 de octubre y 4 de noviembre del 2008 respectivamente.
El 28 de octubre del 2014 se anunció que Valkyria Chronicles saldrá a la venta para PC.
El juego se desarrolla en una versión de la Europa del año 1935. Por la abundancia de minas de 'ragnite', un mineral que puede refinarse en un poderoso combustible, la nación neutral de Galia (una especie de Bélgica o incluso unos Países Bajos alternativos) es blanco del ataque de la Alianza Imperial (versión del III Reich cuyo escudo de armas, un águila con un orbe y una espada, curiosamente es muy parecido al del Imperio Ruso), que a su vez está embarcada en una guerra con la Federación Atlántica (Inglaterra y los Estados Unidos). Los jugadores toman el control de los insurgentes ciudadanos de Galia, motivados para repeler la invasión. El motor gráfico del título es una de las características más reseñables del mismo gracias a su acabado con estilo de dibujo a modo de acuarela, este acabado lo consigue gracias al motor gráfico diseñado por la propia Sega llamado SEGA CANVAS.

## Contexto
Cuando las fuerzas imperiales atacan un pueblo fronterizo llamado Bruhl, Welkin Gunther, hijo del General Belgen Gunther, es forzado a luchar por su vida. Acompañados por la hermana adoptada de Welkin, Isara, se embarcan camino a la capital de Galia y de esa manera unirse a la milicia. Como integrantes del recién formado Escuadrón 7, tendrán que trabajar por repeler la invasión y descubrir de esa manera los verdaderos propósitos del ataque.

## Juego
Valkyria Chronicles utiliza un sistema de combate basado en turnos llamado BLiTZ (Battle of Live Tactical Zones). Entre los turnos de combate al jugador se le invita a utilizar un mapa con perspectiva aérea donde podrá observar todo el campo de batalla y las unidades aliadas y enemigas. Desde el mapa se pueden seleccionar las unidades aliadas (Command Mode) y de esa manera controlarlas en 3ªpersona (Action Mode). Durante el Action Mode las acciones y el movimiento transcurren en tiempo real, todas estas acciones limitadas por puntos AP representados en una barra. Adicionalmente el jugador puede hacerse cargo de la puntería de los personajes durante el Target Mode habilitando la posibilidad de realizar disparos a la cabeza y otras acciones ventajosas. Al tomar el control de las unidades se gastan los llamados Commmand Points, cuando estos puntos se agotan se da por finalizado el turno del jugador.
Cada personaje del juego tiene ciertas habilidades enfocadas a su rol, por ejemplo Alicia es una "scout" que porta un rifle de rango medio (en el anime este rifle es idéntico a un M14 estadounidense, arma que en "nuestro" 1935 todavía no se había inventado), mientras que Welkin es un comandante de tanque (el cual es idéntico al 97 Chi-Ha del Ejército Imperial Japonés). La lista completa de los roles es la siguiente: scout, comandante de tanque, francotirador, lanceros antitanques, médicos, ingenieros e infantería de asalto. La variedad de clases ofrece un enfoque táctico importante, ya que unas unidades resultan débiles contra ciertos enemigos y fuertes contra otros, siendo esencial un correcto uso de ellas. Completando misiones y ganando experiencia se pueden mejorar el equipo de los personajes y conseguir nuevos reclutas para el escuadrón.
El entorno es un factor clave para cada encuentro, por ejemplo en un entorno urbano los francotiradores pueden apostarse en los tejados y eliminar así a los enemigos con facilidad. Los tanques pueden romper paredes y otros obstáculos para crear nuevos caminos, así como los edificios ofrecen una cobertura sólida, el follaje ofrece una cobertura leve.

## Lanzamiento y Recepción
El 29 de septiembre del 2008, la división de SEGA en América mostró el prelanzamiento en exclusiva de Valkyria Chronicles en el evento de Sony Metreon en San Francisco. Prensa y público estuvieron invitados y SEGA sorteó bandas sonoras, figuras, pósteres firmados por el productor japonés Ryutaro Nonaka y una PlayStation 3 de 80Gb.
Valkyria Chronicles ha tenido un buen recibimiento de la crítica incluyendo IGN, RPGland, RPGFan, G4TV's X-Play, Gametrailers y Gamespot. Las ventas del título, la semana del lanzamiento en Japón tuvo una gran acogida con más de 77.000 copias vendidas, las cuales se redujeron hasta 33.000 en el lanzamiento estadounidense. Ostenta el puesto 93 en los juegos más vendidos del 2008 en Japón con 141.589 copias vendidas.
El juego ha sido relanzado en Japón con la etiqueta The Best a un precio reducido de 3.900 Yenes (aproximadamente 29€).

### Premios y nominaciones
- Diehard GameFAN : Ganador Mejor Juego Playstation 3 y Mejor juego del año.[8]

- GameSpot : Ganador Mejores Gráficos Artísticos. GameSpot dijo: "Junto con su sutil y mágica banda sonora, Valkyria Chronicles otorga una mirada distintiva de cuentos, es un placer otorgarle el premio de Mejores Gráficos Artísticos de 2008."[9]

- GameSpy : Ganador Mejor banda sonora original 2008,[10] Juego de estrategia del año 2008.[11]

- GameTrailers : Nominado Mejor juego de Rol 2008. Gametrailers dijo: "Una sorprendente reimaginación de la Segunda Guerra Mundial con una perspectiva de papel y corazón táctico que mezcla la estrategia con elementos de tiempo real de los juegos en 1ªpersona."

- Gaming Target : "40 juegos que seguiremos jugando del 2008" selection[12]

- IGN : Ganador Juego de estrategia PlayStation 3 2008. IGN dijo: "El absolutamente brillante Valkyria Chronicles, que mezcla el control directo de las unidades con el control tradicional de la estrategia por turnos y las operaciones de los RPG. Incluso con una base sólida, sin embargo, rara vez el juego se acomoda en una sensación de exceso de familiaridad con las normas básicas y tornando el guion casi constantemente con inventiva pero poco ingeniosos desafíos."[13]

- VG Chartz : Ganador Mejor juego de Rol Japonés 2008,[14] Juego de estrategia del año 2008,[15] and Best Game No One Played 2008.[16]

## Adaptaciones

### Anime
La adaptación anime del juego se estrenó el 4 de abril del 2009, producido por Aniplex's A-1 Pictures. Las series están dirigidas por Yasutaka Yamamoto y escritas por Michiko Yokote. El tema musical, 明日へのキズナ (Asu e no Kizuna "The Bonds that Lead to Tomorrow") realizado por Catherine St. Onge, como ganador de la competición Animax Anison Grand Prix, elegido en virtud de su apodo de HIMEKA; la partitura original para el anime está compuesto y dirigido por el compositor del juego Hitoshi Sakimoto.
Ambientada en la Segunda Guerra de Europa entre el Imperio autocrático de Oriente y la Federación Atlántica, la trama se centra en el frente de Galia. La lucha entre el Imperio y el Principado de Gallia. Welkin Gunther, un estudiante universitario e hijo del héroe de la Primera Guerra de Europa general Belgen Gunther, Isara Gunther, una brillante mecánico Darcsen y hermana adoptiva de Welkin, y Alicia Melchiott, una panadera y miembro de la defensas de Bruhl , deciden involucrarse en la guerra cuando los imperiales invaden Galia para asegurar los ricos yacimientos Ragnite. Después de lograr escapar de su ciudad natal Bruhl cuando los Imperiales la capturaron, los tres se unen al Escuadrón 7 de la milicia Galia para ayudar a liberar a su país del Imperio.
La serie está compuesta de 26 episodios .En general, después de la historia del juego original, la versión del anime se diferencia de su fuente en términos de caracterización de los principales actores, como Alicia, e introduce un carácter único al anime, Ramal Valt. Al tiempo que mantiene elementos de la mirada del motor LONA, los personajes fueron rediseñados para el anime por Atsuko Watanabe.

### Manga
Se han adaptado dos cómics manga basados en el juego. Uno de ellos titulado Valkyria Chronicles - Wish Your Smile (戦場のヴァルキュリア - Wish Your Smile Senjō no Varukyuria - Wish Your Smile?). Publicado por Enterbrain's Comics B's Log magazine centrados en dos personajes creados para el manga llamados Mintz, un huérfano que recientemente alistado como soldado, y Julius Klose, un francotirador, ambos de ellos de la armada Galiana. Escrito por Sega y autorizado por Kyusei Tokito, y distribuido el 12 de noviembre de 2008.
El otro manga escrito por Sega y Kito En como autor, usando el mismo título. Algunos de los eventos descritos se desvian un poco del juego. Fue lanzado y editado el 26 de noviembre de 2008 por Kadokawa Shoten y serializado por Comp Ace.